# Volgograd Arena
Volgograd Arena (ryska: Волгоград Арена) är en idrottsarena i Volgograd, Ryssland med en kapacitet på 45 568 åskådare. 
Arenan invigdes 2018 och är hemmaplan för det ryska fotbollslaget FC Rotor Volgograd som spelar i den ryska andra divisionen.